# Parker Solar Probe
Parker Solar Probe (từng có tên gọi NASA Solar Probe, Solar Probe Plus, hoặc Solar Probe+) là một tàu thăm dò vũ trụ dự kiến của NASA có nhiệm vụ thăm dò vành nhật hoa của Mặt trời. Nó sẽ tiếp cận Mặt Trời với khoảng cách khoảng 8.5 bán kính Mặt Trời (5.9 triệu ki - lô - mét hay 3.67 triệu dặm) so với 'bề mặt' (quang quyển) của Mặt Trời. Dự án được công bố bắt đầu trong năm tài chính ngân sách 2009. Vào ngày 1 tháng 5 năm 2008, Applied Physics Laboratory của Đại học Johns Hopkins tuyên bố họ sẽ thiết kế và sản xuất con tàu, và dự định phóng nó vào năm 2015. Ngày phóng sau đó được dời đến năm 2018, với tên lửa Delta IV Heavy là tên lửa đẩy.
Vào 31 tháng 5 năm 2017 con tàu được đổi tên, dựa theo tên nhà vật lý thiên văn mặt trời Eugene Parker. Theo NASA, đây là lần đầu tiên trong lịch sử, một con tàu vũ trụ được đặt tên dựa trên một nhân vật còn sống.

Dự án này được công bố trong năm tài khóa 2009. Phòng thí nghiệm Vật lý Ứng dụng của Đại học Johns Hopkins đã thiết kế và chế tạo tàu vũ trụ trên, vốn được lên kế hoạch để phóng lên vào năm 2015, nhưng chỉ được đưa lên vũ trụ vào ngày 12 tháng 8 năm 2018. Đây là lần đầu tiên tàu vũ trụ NASA được đặt tên theo một người đang sống, nhăm tôn vinh nhà vật lý Eugene Parker.
Một thẻ nhớ chứa tên của hơn 1,1 triệu người được gắn trên một tấm phù điêu và được lắp đặt bên dưới ăng-ten thu cao của tàu vũ trụ vào ngày 18 tháng 5 năm 2018. Thẻ này cũng chứa hình ảnh của Parker, giáo sư danh dự tại Đại học Chicago, và một bản sao của bài báo khoa học năm 1958 của ông.

## Lịch sử

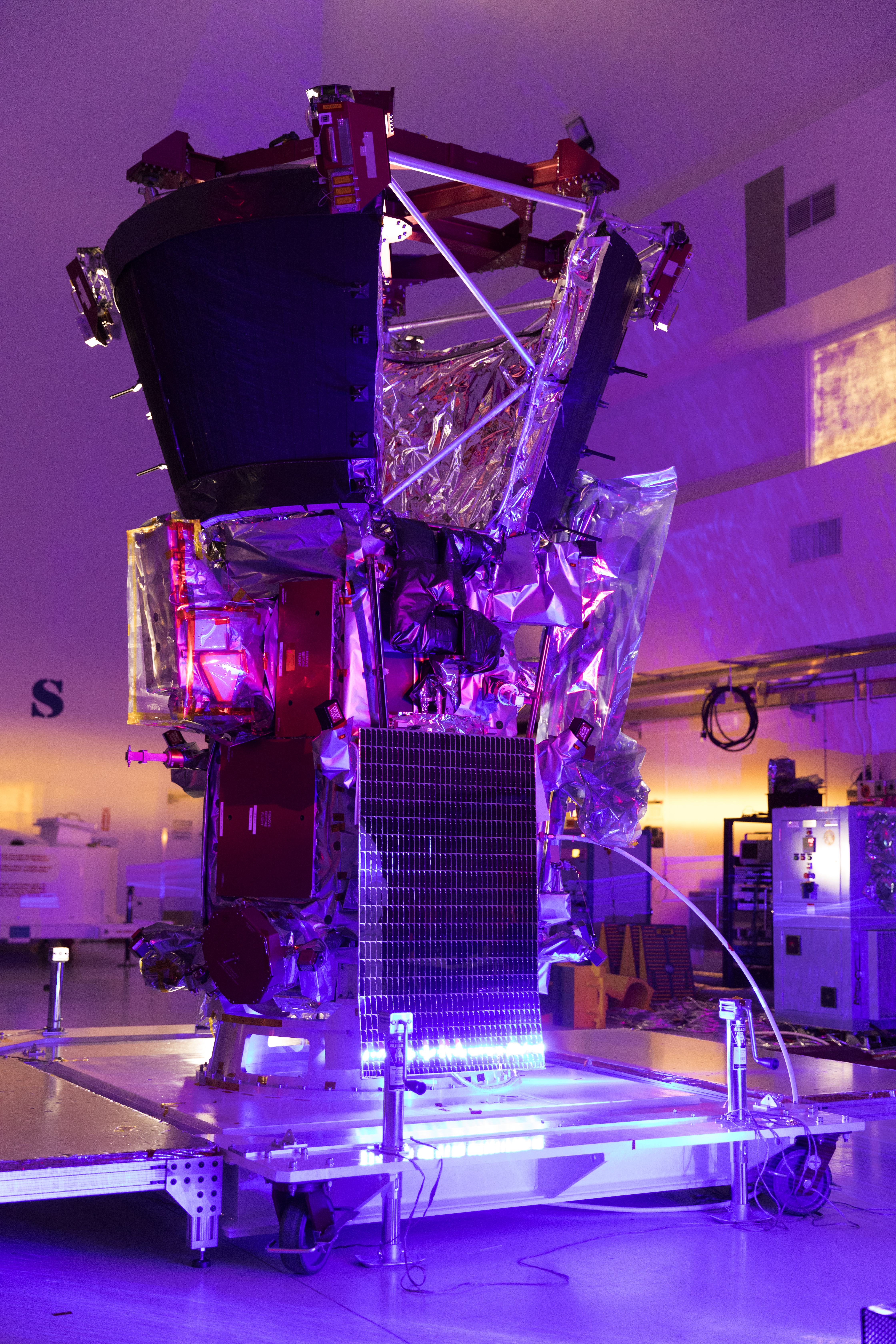
Light bar testing in the Astrotech processing facility

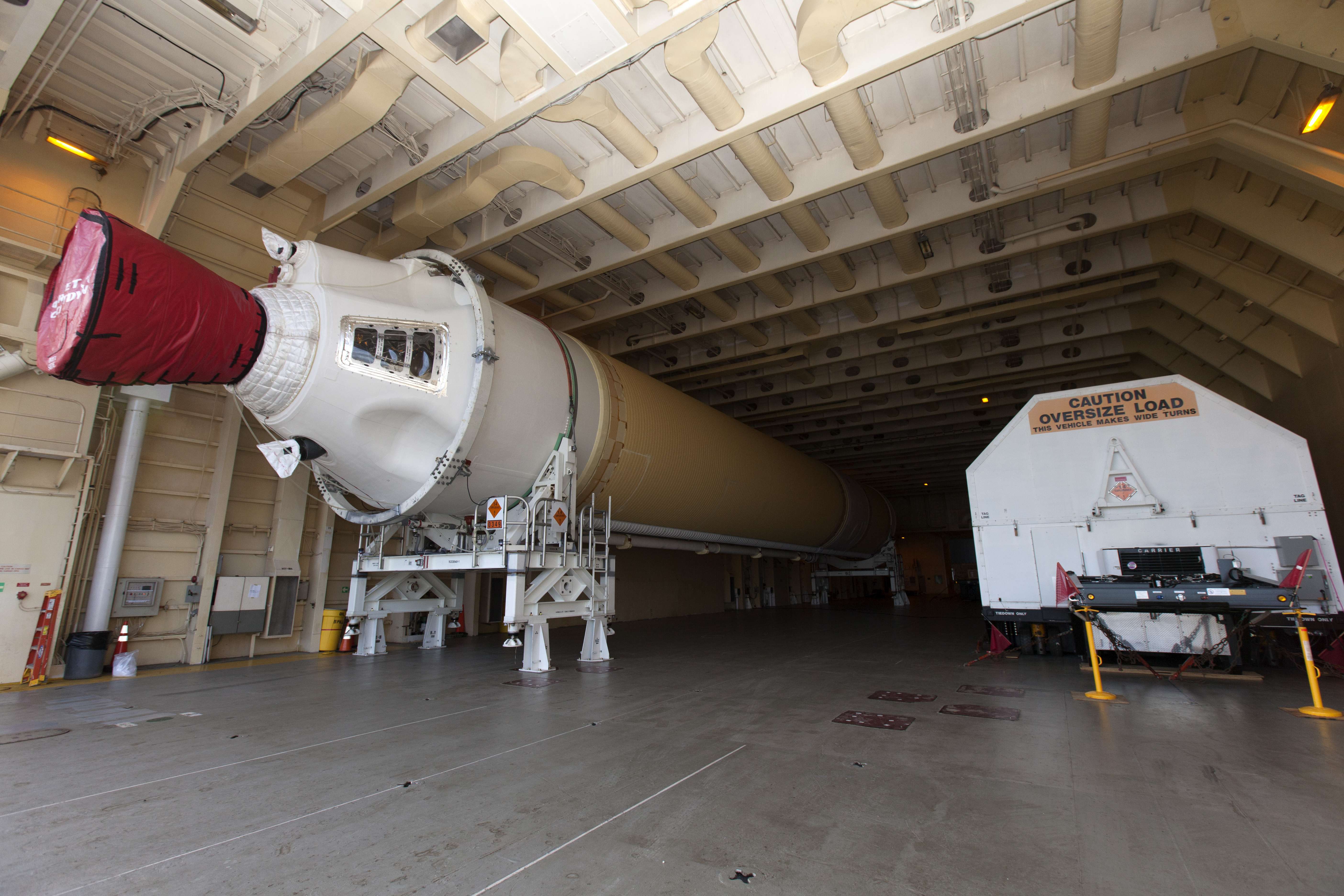
Tàu vận tải MV Delta Mariner cập bến Canaveral ở Quận Brevard, Florida chở tên lửa đẩy Delta IV Heavy

Dự án Parker Solar Probe bắt nguồn từ dự án Solar Orbiter của những năm thập niên 1990. Solar Probe có nhiệm vụ thực hiện một trong số các trọng tâm của chương trình Outer Planet/Solar Probe (OPSP) vạch ra bởi NASA (3 mục tiêu đầu tiên của chương trình là bay vòng quanh Mặt Trời, Pluto Kuiper Express trinh sát Vành đai Kuiper và Sao Diêm Vương)

## Nhiệm vụ

### Quỹ đạo

Hoạt ảnh về quỹ đạo của Parker Solar Probe từ ngày 7 tháng 8 năm 2018 to ngày 29 tháng 8 năm 2025
Parker Solar Probe·
Mặt Trời·
Sao Thủy·
Sao Kim·
Trái Đất

Chuyến bay thứ hai của sao Kim trên ngày 22 tháng 12 năm 2019. Vận tốc giảm 2,9 km / s đến 26 km / s vào ngày 26 tháng 12 (vòng tròn đỏ), sau đó tàu vũ trụ đi vào quỹ đạo mới gần Mặt Trời hơn.

Parker Solar Probe sẽ sử dụng lực hút của sao Kim để thu hẹp điểm cận nhật trong quỹ đạo của nó xuống còn xấp xỉ 8,5 lần bán kính Mặt Trời (khoảng 6 triệu km (3,7 triệu mi; 0,040 AU)). Parker Solar Probe sẽ có 7 lần bay gần sao Kim trong gần 7 năm để dần thu hẹp quỹ đạo hình elíp của nó quanh mặt Trời trong tổng số 24 quỹ đạo.

## Thời gian biểu

A graph of the velocity and distance from the sun of the probe from launch date until 2026. Legend: ①{color

| Năm  | Events               | Events                                         | Events                                         | Events                                         | Events                | Events                                         | Events                                       | Events               | Events                                        | Events                                        | Events                                       | Events                                                | Events                                                | Events                                                |
| Năm  | Tháng 1              | Tháng 2                                        | Tháng 3                                        | Tháng 4                                        | Tháng 5               | Tháng 6                                        | Tháng 7                                      | Tháng 8              | Tháng 9                                       | Tháng 10                                      | Tháng 11                                     | Tháng 12                                              |                                                       |                                                       |
| ---- | -------------------- | ---------------------------------------------- | ---------------------------------------------- | ---------------------------------------------- | --------------------- | ---------------------------------------------- | -------------------------------------------- | -------------------- | --------------------------------------------- | --------------------------------------------- | -------------------------------------------- | ----------------------------------------------------- | ----------------------------------------------------- | ----------------------------------------------------- |
| 2018 |                      |                                                |                                                |                                                |                       |                                                |                                              | Aug 12 Launch        | Sep 28 First flyby of Venus (period 150 days) | Sep 28 First flyby of Venus (period 150 days) | Nov 1 Perihelion #1                          | Nov 1 Perihelion #1                                   |                                                       |                                                       |
| 2019 |                      |                                                | Mar 31 Perihelion #2                           | Mar 31 Perihelion #2                           |                       |                                                |                                              | Aug 28 Perihelion #3 | Aug 28 Perihelion #3                          |                                               |                                              | Dec 21 Second flyby of Venus (period 130 days)        | Dec 21 Second flyby of Venus (period 130 days)        | Dec 21 Second flyby of Venus (period 130 days)        |
| 2020 | Jan 24 Perihelion #4 | Jan 24 Perihelion #4                           |                                                |                                                |                       | Jun 2 Perihelion #5                            | Jun 2 Perihelion #5                          |                      | Sep 22 Perihelion #6                          | Sep 22 Perihelion #6                          |                                              |                                                       |                                                       |                                                       |
| 2020 |                      |                                                |                                                |                                                |                       | Jul 6 Third flyby of Venus (period 112.5 days) |                                              |                      |                                               |                                               |                                              |                                                       |                                                       |                                                       |
| 2021 | Jan 13 Perihelion #7 | Jan 13 Perihelion #7                           |                                                | Apr 24 Perihelion #8                           | Apr 24 Perihelion #8  |                                                |                                              | Aug 5 Perihelion #9  | Aug 5 Perihelion #9                           |                                               | Nov 16 Perihelion #10                        | Nov 16 Perihelion #10                                 |                                                       |                                                       |
| 2021 |                      | Feb 16 Fourth flyby of Venus (period 102 days) | Feb 16 Fourth flyby of Venus (period 102 days) | Feb 16 Fourth flyby of Venus (period 102 days) |                       |                                                |                                              |                      |                                               | Oct 11 Fifth flyby of Venus (period 96 days)  | Oct 11 Fifth flyby of Venus (period 96 days) | Oct 11 Fifth flyby of Venus (period 96 days)          |                                                       |                                                       |
| 2022 |                      | Feb 21 Perihelion #11                          | Feb 21 Perihelion #11                          |                                                | May 28 Perihelion #12 | May 28 Perihelion #12                          |                                              |                      | Sep 1 Perihelion #13                          | Sep 1 Perihelion #13                          |                                              | Dec 6 Perihelion #14                                  | Dec 6 Perihelion #14                                  |                                                       |
| 2023 |                      |                                                | Mar 13 Perihelion #15                          | Mar 13 Perihelion #15                          |                       | Jun 17 Perihelion #16                          | Jun 17 Perihelion #16                        |                      | Sep 23 Perihelion #17                         | Sep 23 Perihelion #17                         |                                              | Dec 24 Perihelion #18                                 | Dec 24 Perihelion #18                                 |                                                       |
| 2023 |                      |                                                |                                                |                                                |                       |                                                | Aug 16 Sixth flyby of Venus (period 92 days) |                      |                                               |                                               |                                              |                                                       |                                                       |                                                       |
| 2024 |                      |                                                | Mar 25 Perihelion #19                          | Mar 25 Perihelion #19                          |                       | Jun 25 Perihelion #20                          | Jun 25 Perihelion #20                        |                      | Sep 25 Perihelion #21                         | Sep 25 Perihelion #21                         |                                              | Dec 19 Perihelion #22 First close approach to the Sun | Dec 19 Perihelion #22 First close approach to the Sun | Dec 19 Perihelion #22 First close approach to the Sun |
| 2024 |                      |                                                |                                                |                                                |                       |                                                |                                              |                      |                                               | Nov 2 Seventh flyby of Venus (period 88 days) |                                              |                                                       |                                                       |                                                       |
| 2025 |                      |                                                | Mar 18 Perihelion #23                          | Mar 18 Perihelion #23                          |                       | Jun 14 Perihelion #24                          | Jun 14 Perihelion #24                        |                      | Sep 10 Perihelion #25                         | Sep 10 Perihelion #25                         |                                              | Dec 7 Perihelion #26                                  | Dec 7 Perihelion #26                                  |                                                       |